# 蛯原友里
蛯原 友里（えびはら ゆり、1979年10月3日 - ）は、日本のファッションモデル。宮崎県宮崎郡佐土原町（現・宮崎市）出身。株式会社Kiharat所属。双子の妹はチャイルド・ボディ・セラピストの蛯原英里。夫はRIP SLYMEのILMARI。結婚前の本名は同じ。

## 来歴
宮崎市立那珂小学校、宮崎市立佐土原中学校、宮崎県立佐土原高等学校産業デザイン科を経て、九州産業大学芸術学部デザイン学科卒業。
高校時代はバスケットボール部のキャプテンを務めていた。
大学時代は寮生活をしていた。スペースデザインを専攻し、卒業研究は老人福祉施設のデザインを同級生と共同で発表した。大学時代に福岡のデパートのセール用のチラシのファッションモデルのアルバイトを機に本格的にモデル業に目覚め、オーディションなどに参加。2002年4月に上京。

### 事務所に所属
ゼスプリのゴールドキウイのオーディション「ゼスプリゴールドキウイ　ゼスプリンセス2003　イメージガールオーディション」でグランプリを受賞。CMでは、坂口憲二とキウイを取り合う女の子役で注目を集め、ファッション雑誌『CanCam』の専属モデルとして6年間活動。雑誌の中での可愛い系コーディネートは「エビちゃんOL」(スタイリスト入江未悠が担当)と呼ばれ、エビちゃんOL特集は女子大生・OLを中心に人気を集めた。
『AERA』2006年4月10日号では、他のOLと同じ「ハズレ」のない無難な格好で、会社の先輩受けも上司受けも男受けも良く、友達の中で悪目立ちしないファッションとして、エビちゃんOLファッションが好まれていると分析されている。「エビちゃんOL」は、山田優を象徴としたキレイ系コーディネート「優OL」と好んで比較対照される。2008年12月号をもって同誌を卒業。
マクドナルドのえびフィレオのCMに出演していた当時、この商品は2005年10月末からの1か月間限定の商品だったが､4週間で1,000万食を売り上げる大ヒット商品となり、ついには2006年1月にレギュラー商品となった。2007年3月には1億食を突破した。
2006年4月スタートのドラマ『ブスの瞳に恋してる』では、稲垣吾郎扮する主人公の構成作家の恋人役（彼女とは一文字違いの名前の人気モデル役・蛯原友美）を演じる。
彼女が身につけている服や雑貨、出演しているCMの商品がよく売れているために「エビ売れ」という言葉が生まれた。初めてマスコミ関係で「エビちゃん」という愛称で呼んだのは、毎日放送の情報番組『ちちんぷいぷい』総合司会の角淳一で、本家とされている『CanCam』よりも2か月早い。最初の表記方法はひらがなで「えびちゃん」であった。
『CanCam』2007年1月号の撮影で人生初めてのサーフィンに挑戦し、抜群のバランス感覚を披露した。新人の頃から出演している「ゼスプリゴールドキウイ」のCMと『特命係長 只野仁』に深く関わり、後者は2008年冬に劇場版が公開されたが、彼女も出演している。
2009年12月23日にRIP SLYMEのメンバー・ILMARIと結婚。2010年6月中旬にパリ近郊の教会で挙式した。2015年6月4日にブログにて第1子妊娠を報告。7月30日に開催された「“しごとなでしこ”スーパーファッションショー」では、妊娠7カ月でランウェイに登場した。同年11月4日にブログで第1子男児の出産を報告。
2015年7月号から、『AneCan』とあわせ、『Domani』でも専属モデルを務めることになる。
2016年6月号で『AneCan』専属モデルを卒業。2017年12月号で『Domani』専属モデルを卒業。
2018年4月7日、約15年間所属したケイダッシュグループの「パール」から独立することを発表。以後は個人事務所「Kiharat（キハラ）」で活動することになる。

### 事務所から独立後
2019年10月、40歳を記念して、小学館と集英社から単行本を2冊同時発売（『YURI EBIHARA 2002-2019　THE DAYS』と『YURI EBIHARA Here I am』）。
2021年6月6日、第2子の妊娠を発表。11月12日に第2子女児の出産を報告。

## 人物
- 家族構成は両親と妹、2歳年下の弟がいる。妹の蛯原英里は、本人との一卵性双生児で、「ママと赤ちゃんの近くで何かしたい」という想いからチャイルド・ボディ・セラピストとして活動している[16]。
- 幼少期は父親より腹筋、背筋、腕立て、スクワット、庭5周などのトレーニングメニューを課せられていた。
- 特技は水泳。父親の厳しい指導を受け、小学校時代は地区大会の頂点に立ったほどの実力の持ち主。
- 小学6年のときには身長が約160cmあり、運動会でも1位だった。
- 中学校に入学後は、姉妹揃ってバスケ部に入部。
- 双子の姉妹でも性格が違っていたようである。「私は活発だが、妹（蛯原英里）はホワっとしていて、男の子が妹にプレゼントを持って来ていた[4]。妹から振られて私に来たことがある。このようなことは小学校からあった。恋の話はあまりしなかった」とテレビ番組で明かしている[4]。
- 愛称は「エビちゃん」。新聞のテレビ欄などでは「エビ」と省略されることもある。ゆりっぺや、ゆりちゃん、エビ（押切もえや、山田優が呼ぶ）、エビユリとも呼ばれる。
- 目標の人物はモデルのSHIHO。
- 両手の親指を人並み以上に外側に反らすことができるため、この反りを利用して指でハートの形を作るのが特技。

## 出演

### テレビドラマ
- 特命係長 只野仁（2003年 - 2012年、テレビ朝日） - 山吹一恵 役
- サラリーマン金太郎4（2004年1月 - 3月、TBS） - 相川雅美 役
- スローダンス（2005年7月 - 9月、フジテレビ） - 園田雪絵 役
- MAQuillAGEドラマスペシャル『ウーマンズ・アイランド〜彼女たちの選択〜』（2006年2月24日、日本テレビ） - ユリ 役
- ブスの瞳に恋してる（2006年4月 - 6月、フジテレビ） - 蛯原友美 役
- 鬼嫁日記 いい湯だな（2007年4月 - 6月、フジテレビ） - 秋山ユリ 役
- 同窓生〜人は、三度、恋をする〜（2014年7月 - 9月、TBS） - 本人 役
- ひまわりっ! 〜宮崎レジェンド〜（2020年6月1日 - 12日、テレビ宮崎） - 蛯原友里（本人） 役[17]

### バラエティ番組
- 恋するハニカミ!（2004年4月2日 - 12月17日、TBS）長谷部瞳とともに2代目アシスタント
- プレミアの巣窟（2004年4月 - 9月、フジテレビ）サブ司会
- 愛のエプロン（中エプ-下エプ）
- BeauTV〜VoCE（2022年4月 - 、テレビ朝日）MC

### ドキュメンタリー番組・特別番組
- 資生堂スペシャル『Tokyo美人物語〜本当のキレイを探す旅〜』（2005年8月21日、日本テレビ）

### 映画
- 特命係長 只野仁 最後の劇場版（2008年12月公開、松竹）

### その他のテレビ番組
- F1グランプリ（フジテレビ、サポーターズとして）
- 新春SP!押切もえ&エビちゃん…恋と友情二人旅!（2007年1月）
- 趣味どきっ! 大使夫人のおもてなし（2019年10月2日 - 11月20日、NHK Eテレ）
- 趣味どきっ! プレミアム 大使夫人のおもてなしスペシャル あこがれのインテリア編（2019年12月14日、NHK BSプレミアム）

### CM
- 花王
  - リーゼ つるんとパサパサ直しワックス（2002年）
  - クリアクリーンプレミアム （2020年4月10日 - ） - 押切もえ、美香と共演[18]
- ゼスプリ・インターナショナル・ジャパン ゴールドキウイ（2003年 - ） - 2005年度を除く
- アビバ（2004年） - RAG FAIRと共演
- 小学館 CanCam（2004年） - 年度により異なるが一般に山田優、押切もえを筆頭とする専属モデルらと共演
- 資生堂
  - ANESSA（2004年 - 2008年、2019年 - 2020年）
  - MAQuillAGE（2005年 - 2009年）
  - TSUBAKI（2011年 - 2015年）
  - BENEFIQUE（2015年 - 2017年）[19]
- マクドナルド えびフィレオ
  - 「えびフィレオ」「焙煎ごま えびフィレオ」「きのこクリーム えびフィレオ」「マックラップ 黒酢チキン」（2005年10月 - ）
  - 「夢中にさせちゃう」編 （2015年10月2日 - ） [20] [21]
- JT 飲茶楼 金子絵里と共演
- ネクソンジャパン - 『アイピ』
- ブランディング - 『fashionwalker.com』『girlswalker.com』
- 富士フイルム FinePix（2006年 - ）
- 明治製菓
  - フランエクストラ（極みの森いちご）（2006年8月23日 - ） - 相沢紗世と共演[22][23]
  - KAON - 果音 -「裏切りもの」篇（2007年 - ）
- セガ
  - 『ぷよぷよ! Puyopuyo 15th anniversary（ニンテンドーDS版）』（2006年）
  - 『ぷよぷよ! Puyopuyo 15th anniversary（PSP版）』（2007年）
- 大和証券 - 『個人向け国債』
- 富士重工業
  - SUBARU50周年記念車（レガシィ・インプレッサ・ステラ）（2008年5月14日 - ）[24]
  - スバル・デックス「DEXデビュー編」（2008年11月19日 - ）[25]
- H.I.S（押切もえと共演）
- 福助 - 『f*ing BIZWALK』『f-ing MOTESTO』
- 三井製糖（2009年3月20日 - ）[26]
- 本田技研工業 ホンダ・フリード（2016年 - ） - 徳井義実（チュートリアル）と共演[27]
- 東京都 TEAM BEYOND「TEAM BEYOND メンバー募集編type1」、「TEAM BEYOND メンバー募集編type2」（2016年11月30日 - ）[28]
- 日清シスコ ごろっとグラノーラ
  - 「ニッポンの女性を応援」篇（2017年4月1日 - ）[29]
  - 「母と電話 篇」（2021年3月11日 - ）[30]
- AOKI はたラク服
  - （2017年10月5日 - ） - 大政絢と共演[31]
  - （2018年10月3日 - ） - 大政絢と共演[32]
- 白元アース
  - Naturalミセスロイド「ママの気持ち」篇（2018年9月22日 - ）[33]
  - 快適ガード「19快適ガード 蛯原さんで実証」篇（2019年12月1日 - ）[34]
- オットージャパン FABIA
  - 「よくばりな私が好き。」篇（2018年9月26日 - 2018年10月4日）[35][36]
  - 「5TH ANNIVERSARY SALE」篇（2018年10月 - ）[37]
- 三井不動産商業マネジメント ららぽーと
  - 「出会いに、会いに。」篇 （2020年9月5日 - ） - 堤真一、森七菜と共演[38]
  - 「明日行こっと、ららぽーと。蛯原さん」篇（2022年4月18日 - ）[39]
- 宮崎県（次のシーズンこそ！）冬こそ、ようこそ 宮崎の旅「グルメ編」、「自然編」、「アクティビティ編」、「スピリチュアル編」（2021年2月15日 - ） - 増田明美と共演 : 九州・山口（※宮崎県を除く）にて放映[40]
- ベアーズ 「家事代行No.1篇」、「暮らしの困った解決篇」（2021年11月2日 - ） - WEBCM[41]

## 書籍
- 『きれいになるハーブ おしゃれに暮らす幸せレシピ』（2015年2月4日、小学館）ISBN 978-4093423946
- 『YURI EBIHARA Here I am』（2019年10月1日、集英社）ISBN 978-4087808810

### 雑誌
- CanCam（小学館）
- AneCan（小学館）
- Domani（小学館）
- STORY（光文社）

その他にも多数の雑誌でモデルを務める。

### 写真集
- CanCam 増刊エビちゃんシアタースペシャル版 2006年6月号（2006年4月22日、小学館）
- 蛯原友里BOX『愛してる』初回限定特典:エビちゃんmonthlyカレンダー2010（2009年12月7日、小学館、編集：AneCan編集部）ISBN 978-4099415525
- EBI01（エビイチ）（2011年10月1日、小学館）ISBN 978-4091036254
- YURI EBIHARA 2003-2019 THE DAYS（2019年10月1日、小学館）ISBN 978-4096823101